# Hassan Fathy

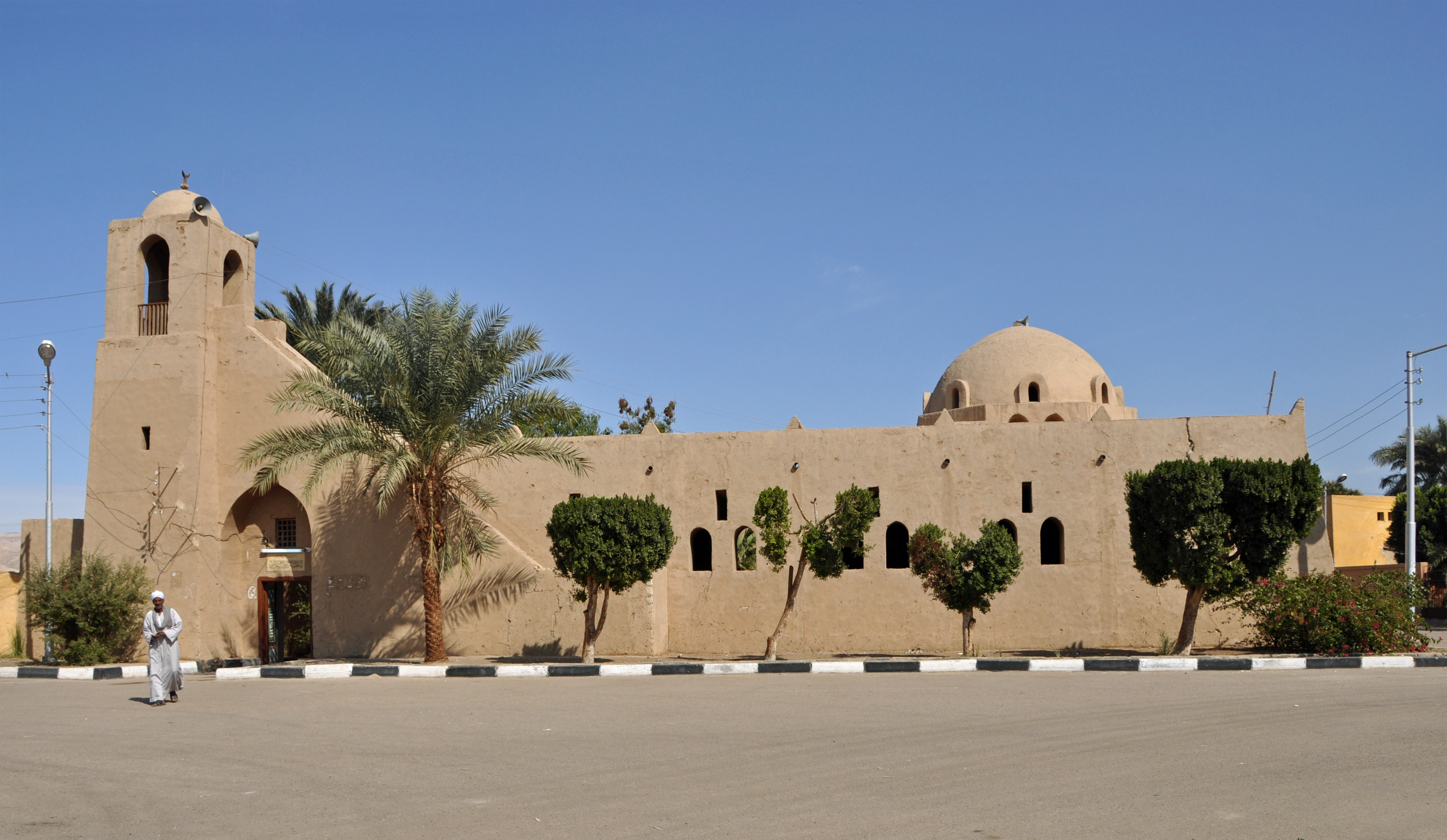
Mesquita de Nova Gourna

Hassan Fathy (em árabe:  حسن فتحي, Alexandria, Egito, 1900 - Cairo, Egito, 1989) foi um arquiteto, engenheiro e inventor egípcio.
Crítico da industrialização da construção, voltou-se para o estudo das construções rurais da sua região, especialmente a construção artesanal com tijolos de adobe.
A partir de estudos de campo redescobriu a construção de cúpulas de tijolos sem o uso de formas, tecnologia autóctone que parecia estar esquecida.
É o arquiteto mais conhecido do Egito.
Fathy foi reconhecido com o Prémio Aga Khan de Arquitetura e pelo Prêmio Right Livelihood em 1980.
Fathy utilizou métodos de desenho e materiais tradicionais. Integrou o conhecimento da situação económica das zonas rurais do Egito com a arquitetura tradicional e as técnicas de desenho urbanístico. Incentivou e capacitou os habitantes do lugar para fazerem os próprios materiais e construir os seus próprios edifícios.
As condições climáticas, as considerações de saúde pública, e as habilidades dos ofícios tradicionais também determinaram o seu estilo.
Ocupou diversos cargos governamentais, entre 1980 e o ano da sua morte, em 1989.

## Publicações
- Construindo com o povo - arquitetura para os pobres; Rio de Janeiro: Forense Universitária, 1982